# F. Dörner & Sohn

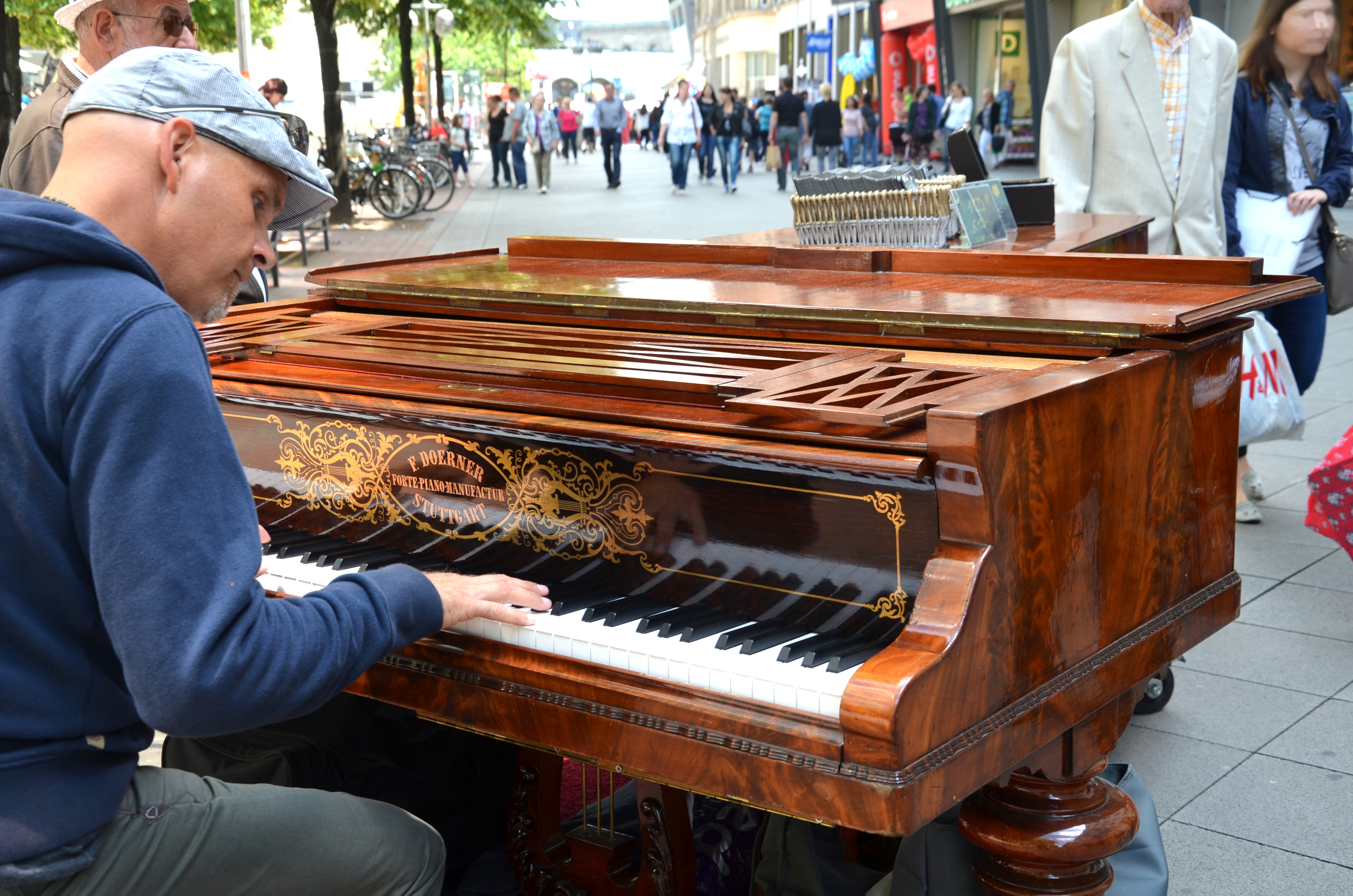
Ein Dörner-Flügel im Jahr 2014

F. Dörner & Sohn war ein deutsches Klavierbauunternehmen.

## Geschichte
Christian Friedrich Dörner wurde 1806 als Sohn eines Stuttgarter Arztes geboren und absolvierte seine Schul- und Lehrzeit in seiner Geburtsstadt. Danach zog er nach Wien, wo er ab 1826 zwei Jahre lang bei Johann Baptist Streicher arbeitete, und reiste dann über Straßburg nach Paris weiter, wo er Ende 1829 eintraf und sich in Henri Herz’ Unternehmen weiterbildete. Die politischen Ereignisse von 1830 setzten aber seinem Aufenthalt in Paris ein Ende. Noch im selben Jahr gründete er in Stuttgart sein eigenes Unternehmen. Er konzentrierte sich fast von Anfang an neben der Herstellung von Flügeln und Tafelpianos auch auf die Produktion von aufrecht stehenden Pianinos und auf die Nutzung des damals neu aufkommenden kreuzsaitigen Systems. 
1848 wurde Dörner Hauptmann in der Bürgerwehr. 1850 wurde sein einziger Sohn, Friedrich Dörner jr., geboren, der 1864 eine Lehre im elterlichen Betrieb begann. Nach dieser Lehre sammelte Dörner jr. Erfahrungen im Ausland. Zwei Jahre lang arbeitete er in London. Später bereiste er Norddeutschland und Frankreich, 1878 wurde er Teilhaber seines Vaters. Ab diesem Zeitpunkt lief das Unternehmen unter der Bezeichnung F. Dörner & Sohn. Nun bekam das Exportgeschäft eine größere Bedeutung. In England sorgten ständige Vertreter für steigenden Absatz der Instrumente. Außerdem spezialisierte die Firma sich um diese Zeit auch auf die künstlerisch gestaltete äußere Ausstattung ihrer Klaviere. Auf der Württembergischen Landesgewerbe-Ausstellung 1881 beispielsweise wurde ein sogenanntes Prachtpianino gezeigt. F. Dörner & Sohn nahm bei dieser Ausstellung nicht an dem Wettbewerb um irgendwelche Auszeichnungen teil, weil Dörner senior Mitglied des Preisgerichts war. Dafür erhielt er vom württembergischen König Karl I. den Friedrichsorden I. Klasse. Die Fabrikräume wurden in dieser Zeit vergrößert und mit neuen Maschinen ausgestattet. 
1882 starb Christian Friedrich Dörner. Er wurde auf dem Fangelsbachfriedhof in Stuttgart beigesetzt. Im selben Jahr entwarf der Mathematiker Paul von Jankó eine alternative Klaviaturform. Dörner verarbeitete diese neue Klaviatur im Jahr 1889 und stieß damit zunächst auf Interesse in der Fachwelt. Letzten Endes setzte sich die Jankó-Klaviatur aber nicht durch. 
Das Unternehmen hatte im Jahr 1871 30 Arbeiter und produzierte um diese Zeit jährlich etwa 160 Instrumente. Mit zahlreichen Auszeichnungen versehen, wurde F. Dörner & Sohn im Jahr 1914 königlich sächsischer Hoflieferant. Schon zuvor war die Firma königlich württembergischer Hoffabrikant gewesen, 1885 Hoflieferant des Fürsten Anton von Hohenzollern. Vermutlich daher rührte auch die Inschrift der Fabrikmarke, die wie der Wahlspruch der Hohenzoller „Vom Fels zum Meer“ lautete.
Friedrich Dörner jr. starb am 21. Februar 1935. Er hatte die Stadtgemeinde Stuttgart zu seiner Alleinerbin erklärt und aus seinem Nachlass eine Friedrich-Dörner-Stiftung einrichten lassen, die aber nur wenige Jahre lang existierte. Die Firma mit allen halb oder ganz fertiggestellten Instrumenten, Mietklavieren etc. wurde 1935 von Carl Matthaes gekauft, der am Wilhelmplatz 13/14 in Stuttgart die Firma weiterführte. Im Juni 1948 vereinigte er seine beiden Firmen unter dem Namen Carl Matthaes, Flügel- und Klavierfabrik, vorm. Th. Matthaes (gegr. 1883) u. F. Dörner & Sohn (gegr. 1830). Carl Matthaes hatte schon nach der Weltwirtschaftskrise, von der die Dörnersche Fabrik wegen ihres hohen Exportanteils u. a. nach Südamerika schwer betroffen gewesen war, mit Dörner jr. über einen Kauf seiner Firma verhandelt, aber keinen Erfolg gehabt. Von 1955 bis in die 1980er-Jahre verkaufte Matthaes Exportklaviere, die die Bezeichnung „Matthaes-Dörner, Stuttgart“ trugen. Bei Euterpe in Langlau ließ Matthaes von 1970 bis 1980 Klaviere, die unter dem Namen „Dörner“ liefen, in besonderen Holzarten bauen. Danach kaufte er bei Rippen in Holland Klaviere, die mit dem Dörner-Schriftzug versehen waren.